# Auger Ferrier
Auger Ferrier, né en 1513 dans les environs de Toulouse et mort en 1588, est un médecin et astrologue français.

## Biographie
Élevé avec beaucoup de soin par son père qui était chirurgien, Ferrier avait accompagné l’étude de la médecine et de la jurisprudence de celle des mathématiques, pour lesquelles il avait un penchant déclaré et dont il possédait la connaissance à un haut degré. Il prit le bonnet de docteur à Montpellier en 1540 sous Jean Schyron. Il s’adonnait également particulièrement à l’astrologie judiciaire, fort en crédit de son temps. Après son doctorat, il vint se fixer à Paris, où son extérieur fort agréable, sa politesse recherchée, sa conversation spirituelle et persuasive que relevaient un fonds de science et enfin ses talents en astrologie le firent bientôt admettre dans la confiance et la familiarité des personnages les plus illustres.
Le garde des Sceaux de France, le cardinal Bertrand, qui lui était attaché, le présenta à la reine Catherine de Médicis qui le nomma son médecin ordinaire. Il entra dans les bonnes grâces de ce prélat qui le conduisit avec lui à Rome, où il ne tarda pas à jouir de la même célébrité et de la même vogue qu’à Paris et à Montpellier. Les amis qu’il s’y fit contribuèrent à sa réputation. Il en eut aussi plusieurs en France ; il vécut, en particulier, dans la plus grande intimité avec Jules César Scaliger, médecin et astrologue d’Agen, qui eut tant de confiance en lui, que dans ses études, dans la cure même des maladies qu’il avait à traiter, il n’entreprit souvent rien sans l’avoir consulté.
De retour en France, Ferrier s'installa à Toulouse, dans une maison de la rue Saint-Rome (actuel no 39), où il exerçait paisiblement la médecine lorsqu’il s’engagea dans une polémique très vive contre Jean Bodin, qui l’avait mis en cause dans ses Six Livres de la République. Ferrier y répondit dans son Avertissement à Jean Bodin sur le quatrième livre de sa République. La dispute prit un caractère acrimonieux et Ferrier, âgé de soixante-quinze ans, composait une nouvelle attaque contre son adversaire, lorsqu’il mourut d’une inflammation intestinale, dont la discussion dans laquelle il s’était engagé fut probablement la cause.

## Galerie

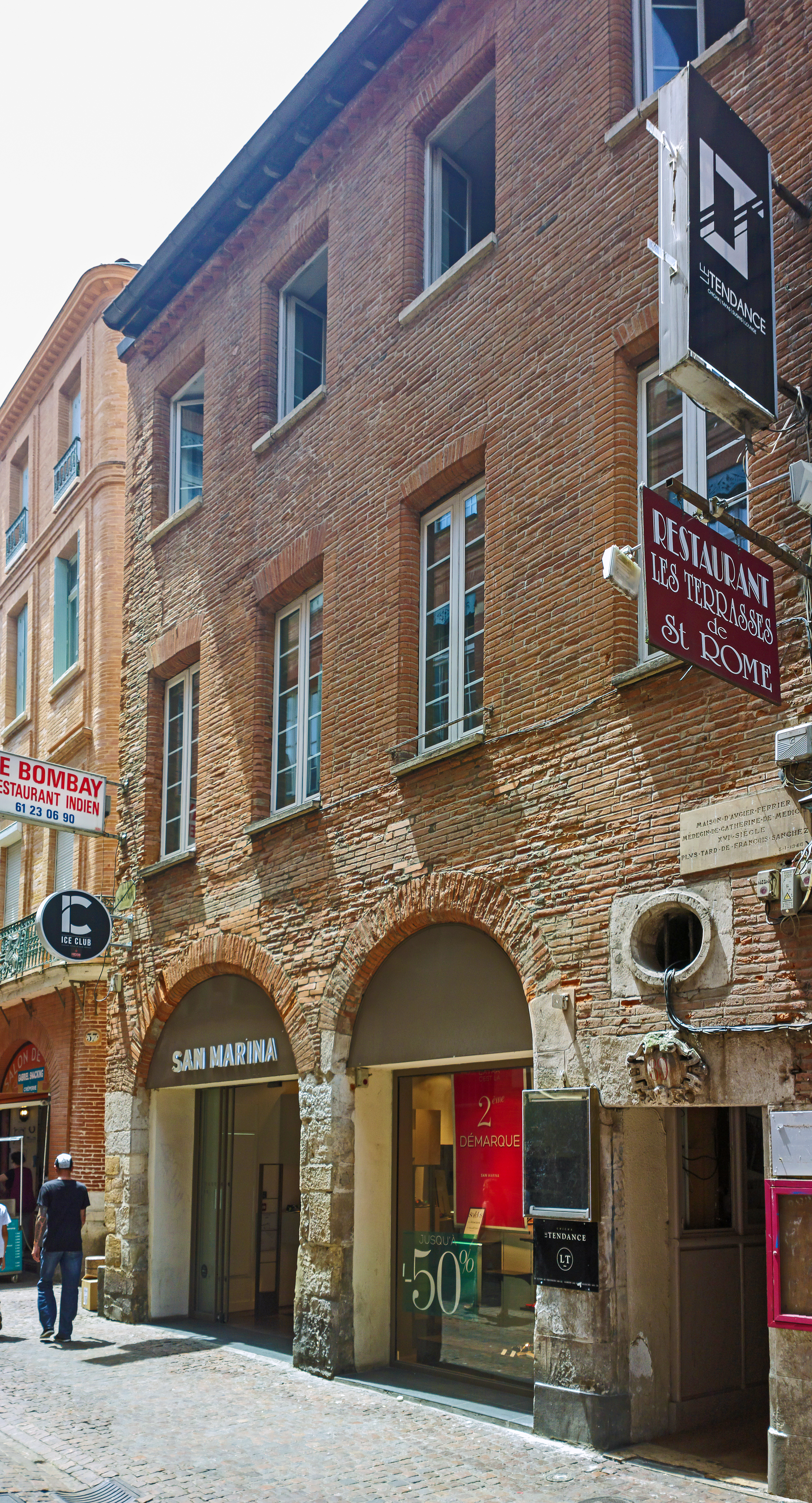
Maison d'Auger Ferrier rue Saint-Rome à Toulouse.
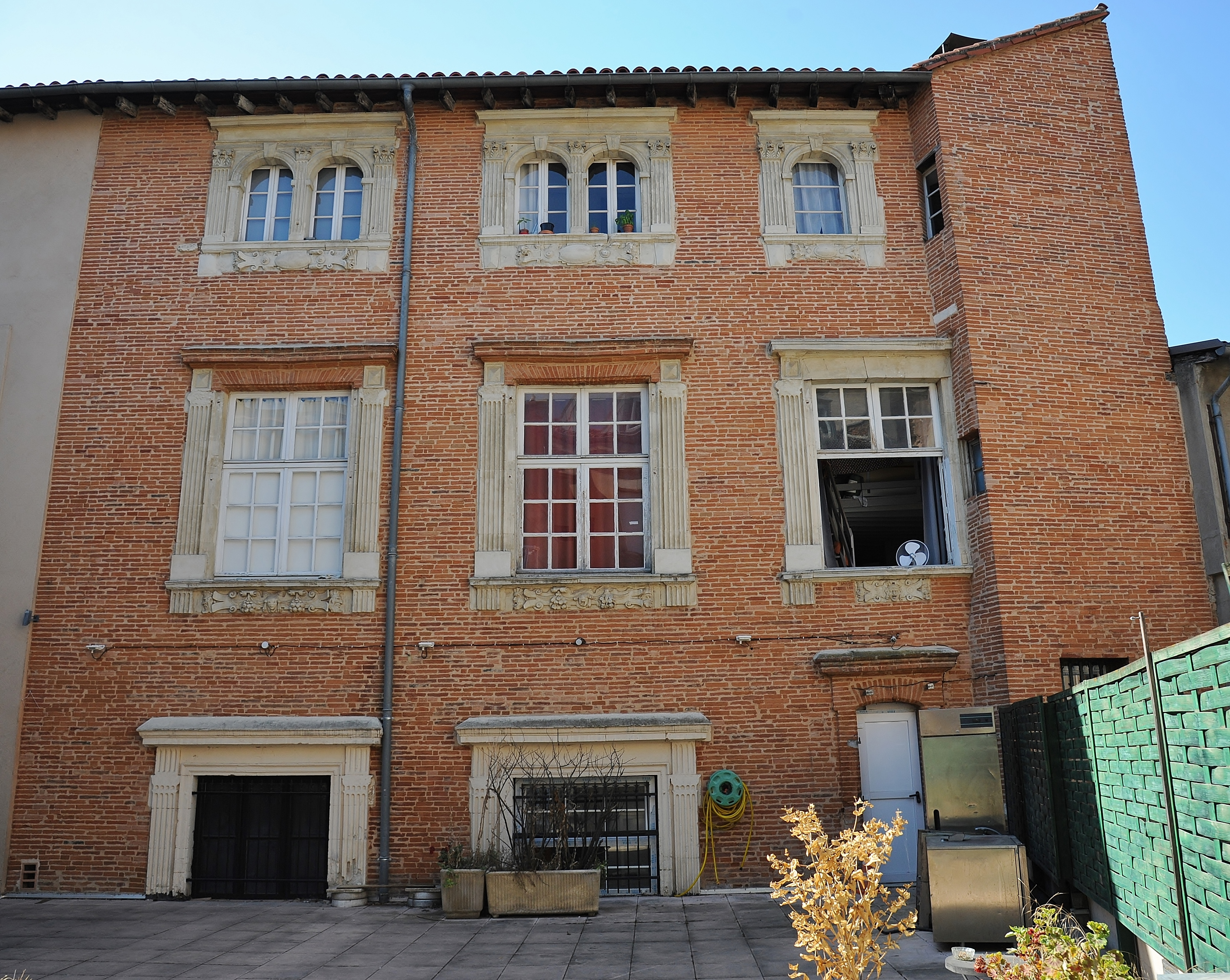
Façade Renaissance sur cour.
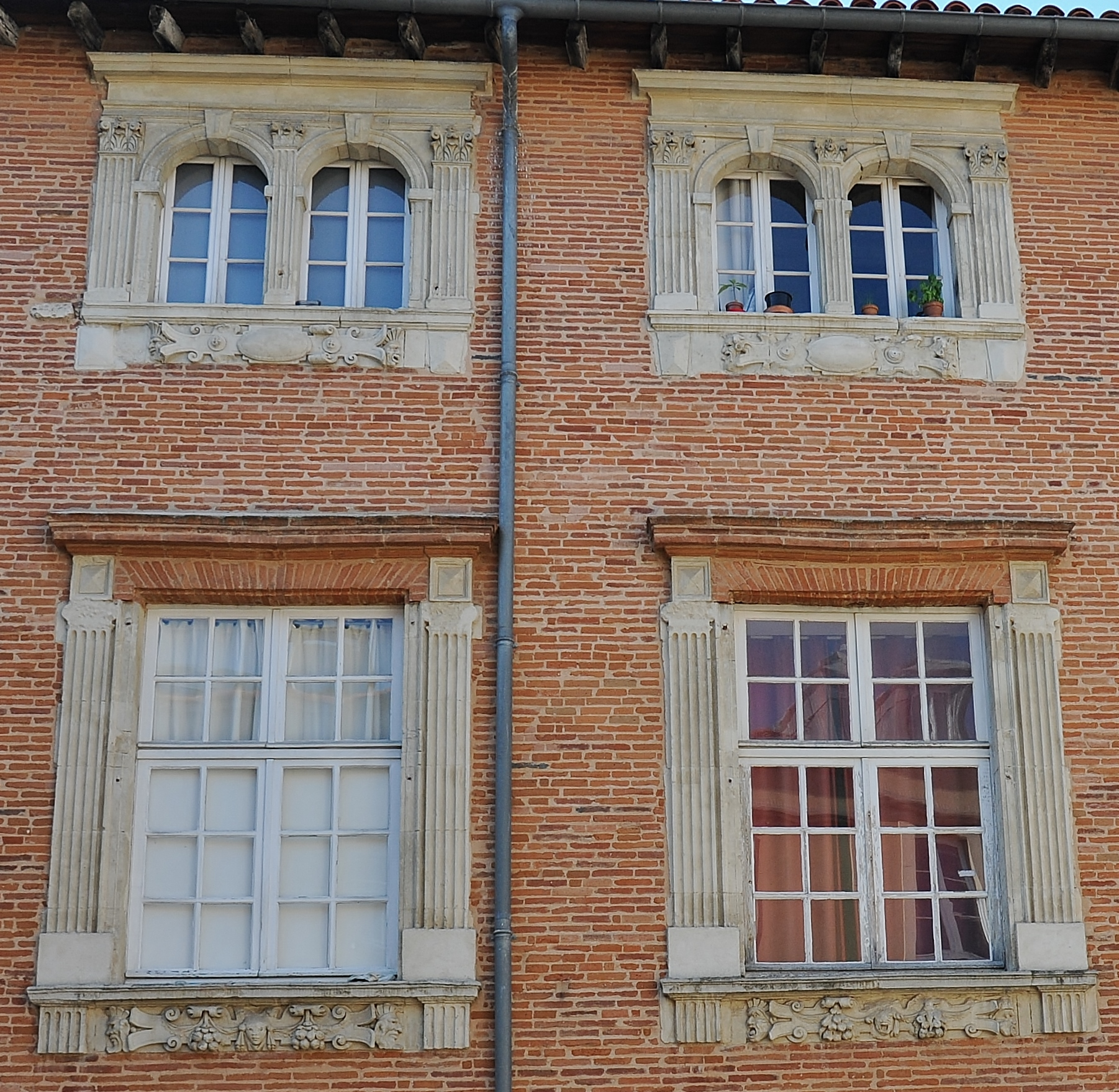
Fenêtres sur cour.

### Écrits
- De diebus decretoriis secundum Pythagoricam doctrinam et astronomicam observationem, Leyde, 1541, 1549, in-16 ; reprod. en microfilm éd. 1549 Cambridge (Mass.), Omnisys, 1990,, 153 p. ;
- Remèdes préservatifs et curatifs de peste, Lyon, 1548, 93 p. (lire en ligne)
- Liber de Somniis, Leyde, 1549, in-16, avec les Traités d’Hippocrate, de Galien et de Synésius sur les insomnies ; rééd. Toulouse, s.d., 95 p.
- Jugements astronomiques sur les nativités, Lyon, 1550, 220 p. ; Rouen, 1583, 248 p.  nombreuses rééditions jusqu'en 1625  et traduction anglaise. Toulouse, 1553, in-12, plusieurs fois réimprimé ;
- De Lue hispanica sive morbo gallico, Paris, 1564, 122 p. Avec trad. fr. Sur la syphilis ;
- De radice chinœ liber, quo probatur diversam esse ab apio, Toulouse, 1554, in-8° ;
- Vera medendi methodus, duobus libris comprehensa. Castigationes medicinæ, Toulouse, Guyon Boudeville, 1557, in-8°; Leyde ; 1574, 1602, in-8° ;
- Advertissemens à M. Jean Bodin sur le quatriesme livre de sa République, Paris, 1580, in-8°, 71 p. ;

### Études sur Auger Ferrier
- L. Thorndike, A history of magic and experimental science (1923-1958), t. VI : The sixteenth century, part II, 1941.
- Dr Lile, "Auger Ferrier et le milieu médical toulousain", in Nathalie Dauvois (dir.), L'humanisme à Toulouse (1480-1596). Actes du colloque international de Toulouse. 13-13 mai 2005, Paris, Honoré Champion, 2006, 640 pages.
- Ingrid De Smet, Of doctors, dreamers and soothsayers : the interlinking worlds of Julius Caesar Scaliger and Auger Ferrier, in Bibliothèque d'Humanisme et Renaissance, Genève, Droz, 1999, vol. 70, no 2, p. 351-376.
- J. Halbronn, "La  traduction anglaise des "Jugements astronomiques sur les nativitez" d'Auger Ferrier", Mémoire de DEA, Departement Anglais, Université Lille III, 1981
- De Pudendagra, lue Hispanica, libri duo.

## Sources
- Joseph-François Michaud, Louis-Gabriel Michaud, Biographie universelle, ancienne et moderne, t. 14, Paris, Michaud frères, 1856, p. 17.